# John Opio
John Opio (ur. 28 października 1951) – ugandyjski bokser wagi lekkośredniej, uczestnik Letnich Igrzysk Olimpijskich 1972.
W pierwszej rundzie miał wolny los. W drugiej, jego rywalem był Najden Stanczew z Bułgarii, jednak tym razem Opio przegrał 2-3.
Wystąpił na rozgrywanych w Lagos igrzyskach afrykańskich, gdzie zdobył srebrny medal w wadze średniej.